# Баїннаун
Баїннаун Чавтін Норахта (бірм. ဘုရင့်နောင် ကျော်ထင်နော်ရထာ; 16 січня 1516 — 10 жовтня 1581) — 3-й володар імперії Таунгу в 1551—1581 роках. Створив найбільшу державу Південно-Східної Азії.

## Життєпис

### Молоді роки
Син Мінг'їсве, віцекороля Таунгу, та Шинмйом'ят, годувальниці Табіншвехті, спадкоємця імперії Таунгу. За батьківською лінією належав до віцекоролів Таунгу і Пакхану, за материнською був далеким родичем Табіншвехті.
Народився 1516 року в м. Таунгу, отримавши ім'я Є Хтут. Виріс при дворі володаря Мінґінйо, товаришуючи із синами з правлячої династії. Здобув військову та іншу освіту разом з Табіншвехті.

### Кар'єра
1530 року Табіншвехті став новим правителем, завдяки чому Є Хтут зробив гарну кар'єру. Його сестра — Хін Хпоне Сое — була обрана як одна з головних дружин нового володаря. Невдовзі виявив військовий хист, коли 1533 року здійснив успішний напад на царство Гантаваді. 1534 року було виявлено зв'язок Є Хтута з сестрою правителя — Тхакін Ґ'ї. Але замість того, щоб стратити Є Хтута за образу, він видав за нього сестру та надав князівський титул (к'яхтін норахта). Того ж року Є Хтут звитяжив під час великої військової кампанії проти Гантаваді. Втім спроби захопити столицю останньої — Пегу виявилися марними.
Є Хтут спільно з Табіншвехті здійснював щорічні походи проти Гантаваді до 1539 року, коли зрештою Пегу було підкорено. В успіху важливу роль відіграв Є Хтут, який у вирішальній битві біля Наунгйо (неподалік Іраваді) здобув повну перемогу над військом Гантаваді. За це отримав титул Баїннаун («Старший брат правителя»), під яким згодом став відомим, та посаду головного міністра. Брав участь в остаточному підкорені Гантаваді, що сталося 1541 року.
1541 року Баїннаун брав участь у війні проти держави П'ї. 1542 року за наказам правителя рушив проти Мінбіна, правителя М'яу-У, що вирішив надати допомогу П'ї та Аві. У битві в ущелині Падаунг Баїннаун знищив військо супротивника. Невдовзі було підкорено усе П'ї. 1544 року виступив проти Конфедерації шанських князівств, які контролювали значну область Ави. У битві біля Саліну таунгуські війська здобули цілковиту перемогу. За ці успіхи Табіншвехті оголосив Баїннауна спадкоємцем трону.
У 1545—1547 роках брав участь в походах проти М'яу-У, але головні фортеці й столицю не вдалося захопити. У 1547—1549 роках разом з Табіншвехті воював проти Аюттхаї. Але й тут Таунгу не досягло значного успіху. Табіншвехті був морально зломлений повторюваними невдачами, і відійшов від справ, поринувши в пиятику та розваги.
1550 року повстав Смім Хто, що намагався відновити державу Гантаваді. Проти нього вирушив Баїннаун. Цим скористався Смім Сохтут, який вбив Табіншвехті й оголосив себе новим володарем. За цим самостійність оголосили більшість намісників (віцекоролів). Сам Баїннаун 2 місяці збирав війська в Далі (південь країни), після чого виступив проти заколотників.

### Володарювання

#### Об'єднання
Спочатку рушив на місто Таунгу, оминувши Пегу, де отаборився Смім Сохтут. У місті Зеявадді зібрав армію в 9600 піхоти, 200 кіннотників, 20 слонів, 200 військових човнів, з якою у січні 1551 року захопив Таунгу. 11 січня відбулася церемонія коронації. Слідом за цим зумів підкорити більшість земель центральної Бірми від Мйєде до Сагу. В серпні 1551 року переміг та підкорив П'ї, стративши віцекороля Тхадо Дхаммаязу I (належав до династії Таунгу), що оголосив самостійність. Новим намісником став Тхадо Дхаммаяза II, брат Баїннауна. У вересні того ж року було підкорено Паган, де правив Соккате.
Спробував втрутитися у справи Ави, зірвав напад військ Пегу. Спочатку було відбито напад, а 1552 року на чолі потужного війська Баїннаун рушив на підкорення Пегу. У герці на слонах, що було вирішено провести замість битви, Баїннаун переміг Смім Сохтута, внаслідок чого військо Пегу втекло з поля бою. Невдовзі війська Таунгу завдали пегусцям поразки у битві біля Бассейну, внаслідок чого Баїннаун полонив родину Смім Сохтута. 1552 року завершив підкорення Пегу та Мартабана, стративши усіх заколотників.
1553 року спробував захопити Аву, але зазнав невдачі. Того ж року переніс столицю до міста Пегу, де звів новий палац Канбозтхаді. 1554 року провів тут нову коронацію, прийнявши ім'я Тірі Тудхамма Яза.
1554 року розпочав нову військову кампанію проти Ави, яку було переможено 1555 року. Полоненого правителя Сітху Чавтхіна було відправлено в Пегу, а віцекоролем Ави призначено Тадомінсо, молодшого брата Баїннауна. Невдовзі остаточно запровадив систему віцекоролів, які розташовувалися в містах П'ї, Ава, Мартабан, Таунгу.  
За цим було захоплено долини річок Му і Чиндвін, звідки вибито шанські війська. Тепер кордон з Конфедерацією шанських князівств знаходився уздовж міст Сангу, Мон'юа, Мйєду.
1556 року держава Моннай визнала зверхність імперії Таунгу. 1557 року з новим військом (36 тис. піхоти, 1200 вершників, 60 слонів, 180 бойових човнів) виступив проти шанських князівств. Коли війська перебували на гірському хребті Пахкай (сучасний штат Качин) Моннай за підтримки держави Ланнан повстала проти Таунгу. Баїннаун швидко рушив проти Моннай, яку переміг та захопив. Інші війська повністю підкорили південні шанські князівства, північні — визнали зверхність китайської імперії Мін. У 1557 році затвердив адміністративну систему, яка зменшувала владу шанських спадкових саофов (вождів), впроваджувала для шанів мита, низькі податки на землю.
1558 року, скориставшись протистоянням держав Ланна і Лансанг, Баїннаун атакував територію першої. Мекуті, правитель Ланни, здався без бою, визнавши зверхність імперії Таунгу. За це Баїннаун залишив Мекуті на троні. Разом з тим у столиці Ланна — Чіангмаї — залишив залогу у 1 тис. вояків. Цей загін допоміг Мекуті відбити напад Сеттатірата, правителя Лансангу. 1559 року Баїннаун змусив північношанські князівства визнати також й його зверхність.
1560 року підкорив індуїстське князівство Маніпур. 1562 року виступив проти північношанських князівств, захопивши долину річки Тапіе та найсильніше князівство Кенхунг (територія сучасної Сішуанбаньна-Дайської автономної префектури КНР). У всіх великих містах були поставлені залоги, князі стали приносити клятву вірності володареві Таунгу, сплачувати щорічну данину, приходити в його армію зі своїми ополченнями, посилати доньок до гарему, а синів — на службу в палац.

#### Війни з Аюттхаєю і Ланною
1563 року відправив посольство до Махи Чаккрапхата, правителя Аюттхаї, вимагаючи визнати зверхність імперії Таунгу. Але той відмовив. Слідом за цим Баїннаун рушив проти Аюттхаї. В цей час повстала держава Ланна. Втім бірманським військам вдалося захопити важливе місто Камфенг Пхет, а потім у запеклій битві біля Пхітсанулоку здолати аюттхайське військо. Невдовзі було взято в облогу столицю Аюттхаї, яка трималася за підтримки португальських найманців та португальського флоту. Втім Баїннаун здолав усіх, змусивши Маху Чаккрапхату капітулювати та визнати його зверхність. Баїннаун вивіз зі столиці підкореного царства численні коштовності, ремісників, 400 слонів (серед них 4 білих) та захопленого аюттхайського правителя. Замість нього було поставлено Махінтхратхірата та залишено залогу в 3 тис. вояків. Прийняв титул хсінб'юм'яшин (Володар Білих Слонів).
1564 року рушив на Ланну, яка вступила в союз з Лансангом. Швидка кампанія принесла успіх, а ланнаський володар Мекуті здався. Його було відправлено до Пегу. Новим правителем Ланни Баїннаун зробив дружину Мекуті — Вісуддадеві. Втім сам Баїннаун деякий час керував Ланною. Повернутися до столиці Пегу 1565 року його змусило повстання тамтешніх мешканців. 
Сприяв поширенню бірманського звичаєвого права та бірманського календаря в усіх підкорених державах. Було проведено стандартизацію ваг і мір.
Після придушення повстання шанів і монів у Пегу, Баїннаун наказав відбудувати палацові комплекси, що було знищено заколотниками. Роботи тривали до 1568 року.

#### Війна з Лансангом і Аюттхаєю
Разом з тим війська Таунгу продовжили похід проти Лансангу. Спочатку було захоплено його столицю В'єнтьян та більшість міст. Втім правитель Сеттатірат перейшов до партизанських дій, зумівши зберегти владу у сільських районах. 1567 року бірманські війська повністю залишили землі Лансангу.
1568 року Лансанг став нападати на підвладні імперії Таунгу землі. Невдовзі повстав Маха Чаккрапхат, колишній правитель Аюттхаї, якому було дозволено повернутися до себе. Аюттхая уклала союз з Лансангом проти Таунгу. Проте Маха Таммарача, віцекороль центральної Аюттхаї зі столицею в Пхітсанулоку, залишився вірним Баїннауну. В подальшому Пхітсанулок став базою для наступу бірманських військ на Аюттхаю і Лансанг. Спочатку Баїннаун завдав тяжкої поразки лансанзькому правителю Сеттатірату, потім помер Маха Чаккрапхат, а Махінтхратхірат, який повернувся на трон, знову визнав зверхність Таунгу.
Втім 1569 року Баїннаун захопив Аюттхаю, повалив Махінтхратхірата, поставивши правителем Маху Таммарачу. Але спроби захопити Лансанг виявилися невдалими через складні природні умови, внаслідок чого 1570 року Баїннаун повернувся до Пегу лише з невеликим загоном (інші загинули від хвороб та голоду).
1571 року повстали північношанські князівства Мохан'їн і Могаун. Незважаючи на гірські місцини армія Таунгу швидко приборкала виступи. Слідом за цим вирішив скористатися боротьбою за трон у Лансангу, що почалася після вбивства Сеттатірата. Не досягши значного результату 1573 року бірманське військо відступило до своїх володінь. 1574 року знову повстали шанські князівства Мохан'їн і Могаун. За наказом Баїннауна військо Тадо Мінсо, віцекороля Ави, рушило проти шанів, а сам правитель імперії вирішив підкорити Лансанг. В цих кампаніях бірманцям сприяв успіх: шани були переможені, Лансанг 1575 року підкорено, де правителя Сенсулінту було повалено й поставлено васалом Воравонгсу I. Втім партизанські дії шанів у джунглях тривали до 1577 року.

#### Останні роки
Протягом 1570-х років було встановлено дипломатичні відносини з сінгальськими царствами Котте і Канді. На острові Ланка відсилав допомогу буддистським монастирям. навіть Намагався викупити зуб Будди, який начебто захопили португальці та відвезли до Гоа. 1576 року відправив війська на допомогу Дхармапалі, королю Котте, проти якого почалося повстання. На дяку за його придушення Дгармапала відправив Баїннауну начебто справжній зуб Будди (але він тоді знаходився в Канді). Водночас було налагоджено контакти з португальцями в Малацці, де бірманці закуповували вогнепальну зброю та наймали військовиків.

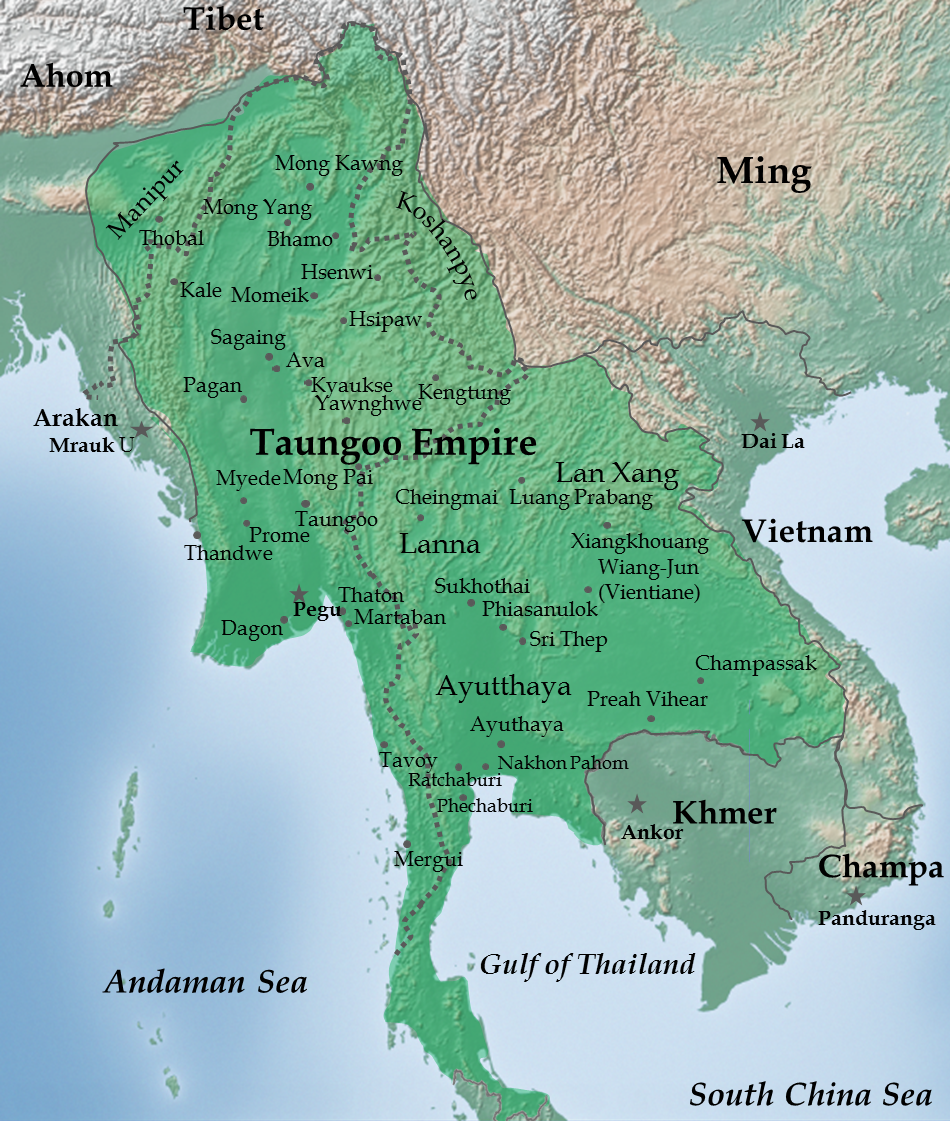
імперія Таунгу в 1580 році

1579 року встановлено дипломатичні стосунки з імперією Великих Моголів з наміром залишити царство М'яу-У без будь-якої підтримки. 1580 року почалася військова кампанія проти М'яу-У, але атака з моря не дала результатів. Тоді 1581 року Баїннаун відправив нову армію суходолом. Втім у розпал цих подій володар імперії Таунгу помер, оскільки вже давно хворів. Усі війська повернулися до Пегу. Новим володарем імперії став його син Нандабаїн.